# Arrufó
Arrufó es una comuna argentina del departamento San Cristóbal en la provincia de Santa Fe,  ubicada en el cruce de la ruta nacional 34 y la ruta provincial 36, está a 28 km de Hersilia, 234 km de la capital provincial, Santa Fe de la Vera Cruz, y a 708 de Buenos Aires. Cuenta con 2190 habitantes (Indec, 2001). 
Su ubicación es 30º 15' de latitud sur, 61º 10' de longitud oeste.

## Historia
Tuvo su origen con la traza del Ferrocarril General Mitre (línea Rosario - Tucumán). Como muchos pueblos a la redonda, Arrufó surgió alrededor de la Estación Ferroviaria. Su zona urbana está diseñada en damero y es atravesada por las vías del tren. Se considera acto fundacional la apertura definitiva del ferrocarril (paso del primer tren) el 1 de marzo de 1890. 
La comuna fue creada el 10 de agosto de 1903 (121 años).

## Toponimia
En homenaje a Javier Arrufó, donante de los terrenos al ferrocarril en 1884.

## Geografía

### Población
Cuenta con 2,179 habitantes (Indec, 2010), lo que representa un descenso del 1% frente a los 2,190 habitantes (Indec, 2001) del censo anterior.
| Gráfica de evolución demográfica de Arrufó entre 1991 y 2010 |
|                                                              |
| Fuente de los Censos Nacionales del INDEC                    |

Superficie: ZONA URBANA 251 ha - ZONA RURAL 71.749 ha

### Personalidades
Néstor Clausen, campeón del mundo con la Selección Argentina en México 86
Gastón Suso, jugador que actualmente milita en Platense de la Primera División Argentina.

### Clima
Climáticamente el distrito se ubica en la región natural pampeana, correspondiente al área climática "mesolítico seco".
Las líneas isotérmicas la afectan de la siguiente forma:
Mes de julio 12º; enero 26 °C; su media anual es de 19 °C, lo que tiene características subtropicales.
En cuanto a su régimen de lluvias tiene un índice medio anual de 1015 mm en los últimos 10 años.
Los vientos predominantes son del cuadrante norte - noroeste, de acción persistente, principalmente en el verano y su influencia regula la temperatura y el régimen pluvial.

### Morfología
Un sector del distrito se encuentra dentro del domo occidental longitudinal de la provincia (la parte urbana), mientras que el resto se ubica en los bajos submeridionales.
Es una zona de difícil escurrimiento de aguas, por lo que se generan, en épocas de abundantes precipitaciones, áreas pantanosas.

### Hidrografía
Un sector del distrito se encuentra dentro del domo occidental longitudinal de la provincia (la parte urbana), mientras que el resto se ubica en los bajos submeridionales.
La composición del suelo de los bajos submeridionales es, en su cubierta, de limos alcalinos de los que emergen lomadas "loe zooides conglomeraditas finas" cuyas alas se hunden debajo del limo.
Existen aguas saladas de fondo, que de norte a sur van ganando profundidad, al tiempo que, también de norte a sur pierden salinidad.
El domo longitudinal occidental tiene una cubierta compuesta de sedimentos loe zooides con estructura conglomeradita gruesa, de espesor variable.
En el subsuelo inmediato se preserva la salinización originada por la posición del nivel freático fundamental.
La capa superior de tierra permite el paso de las aguas de precolación, que aumentan el caudal de las subterráneas, constituyendo una amalgama de salinidad notoria, en cualquier nivel que se extraiga.
- El agua

Extraídas en la población, en una excavación hecha a 550 m proporciona los siguientes datos (en mg / L)
- ClNa 836
- SO4Na 632
- NO3Na 102
- CO3Na 445
- CO3Ca 115
- CO3Mg 51

Traducidos estos valores a índices porcentuales de salinidad y alcalinidad se obtiene
- SALINIDAD PRIMARIA	57.2 %
- SALINIDAD SECUNDARIA
- ALCALINIDAD PRIMARIA	23.2 %
- ALCALINIDAD SECUNDARIA	2.6 %

Esto demuestra la presencia de lo que se conoce vulgarmente como agua "salada" y medianamente "dura"
La profundidad de los horizontes 1º y 2º napa indica (cifras que son variables de acuerdo al lugar de la extracción)
- Para la 1º ...................... 5.5 m
- Para la 2º ...................... 10 m

## Actividades Económicas
Fundamentalmente agrícola-ganadera y tambera, apicultura en menor medida.

## Instituciones
- Asoc. Civil Biblioteca Popular Miguel Ángel Sosa
- Club de Abuelos de Arrufo
- Club Unión Deportiva Arrufo
- Centro Comercial, Agropecuario e Industrial de Arrufo
- Centro de Jubilados y Pensionados de Arrufo
- SAMCo Arrufó
- Escuela Primaria Nº 514 Domingo Faustino Sarmiento
- Escuela de Enseñanza Secundaria Orientada Nº 245 Sargento Juan Bautista Cabral
- Cooperativa de Servicios Públicos
- Asociación de Bomberos Voluntarios de Arrufó

## Actividades sociales y recreativas
- Festival de Doma y Folklore
- Expedición Verde, rural bike
- Feria Regional del Libro y el Teatro
- Coro
- FaceClub Local Bailable Nocturno N1 de VIERNES en TODA LA REGION
- Carnaval Diferente
- Fiesta de la Tradición

## Santa Patrona
Nuestra Señora de la Asunción, 15 de agosto

## Localidades y Parajes
- Arrufó

Parajes
- Colonia San Rafael
- El Cóndor
- La Angelita
- La Campesina
- La Christiani

## Servicios
Servicios de ómnibus:
Numerosas líneas de ómnibus unen Arrufó con otros centros, entre ellas las empresas: ETAR, GÜEMES, COOP. TAL, TATA, TRANSPORTE MORTEROS, INTERNACIONAL, EL RÁPIDO.
- ETAR: Ceres con Rafaela a través de la RN 34
- TAL: Santa Fe con Ceres y Santa Fe con Suardi, pasando por San Cristóbal.
- TRANSPORTE MORTEROS: une Rafaela con Ceres por Arrufó, San Guillermo e intermedias, además une Ceres con Córdoba.
- TATA - INTERNACIONAL - EL RÁPIDO: Capital Federal con Pocitos (Jujuy) por la RN 34

Equipamiento urbano
Arrufó cuenta con los siguientes servicios: luz, teléfono, recolección de residuos, riego, desagües. La energía eléctrica es suministrada por la Empresa Provincial de la Energía proveniente de grandes redes (Jefatura San Guillermo) mediante líneas de alta tensión.
Correos
- Oficina de Correo Argentino, calle San Martín.
- Oficina de Correo privado, en instalaciones alquiladas, atendida por una persona.

La correspondencia tiene destinos locales, nacionales e internacionales, con servicios de cartas simples, certificadas, expreso, encomiendas, giros y telegramas.
Juzgado de Paz / Comisaríapresta servicios a la comunidad una oficina de Juzgado de Paz en edificio propio que comparte con la Comisaría y la Administración Provincial de Impuestos. El servicio de seguridad se presta mediante la gestión de un comisario y nueve agentes subalternos, que cuentan con dos vehículos. Depende de la Jefatura de San Cristóbal. (Unidad Regional XIII)
Ferrocarril: cuenta con una Estación del Ferrocarril General Mitre, en el ramal paralelo a la RN 34. La línea férrea vincula la localidad con Retiro, Rosario, Tucumán, La Banda y Córdoba.
Pese a que el servicio "El tucumano" no realiza detención, esta cercana a la estación Ceres.
c) NO GUBERNAMENTALES:
- Cooperadora Escolar Escuela Nº 6165
- Cooperadora Escolar del C.E.R 238 "El Mataco"
- Cooperadora Escolar del C.E.R 397 "La Simona"
- Cooperadora Policial
- Comisión de Culto - (Capilla Nuestra Señora del Rosario)

Datos del censo 2001:
Educación:
ANALFABETISMO 5 % 
PRIMARIO COMPLETO 48 % 
SECUNDARIO COMPLETO 43 % 
TERCIARIO / UNIVERSITARIO 4% 
UN ESTABLECIMIENTO NIVEL PRIMARIO 300 ALUMNOS 
UN ESTABLECIMIENTO NIVEL MEDIO 112 ALUMNOS 
CENTRO EDUCATIVO RADIAL (RURAL) 
JARDÍN MATERNO INFANTIL COMUNAL 
ESCUELA MEDIA PARA ADULTOS

## Conexiones con el entorno y distancias
Conexiones con el entorno y distancias:
El centro urbano Arrufó se conecta con las siguientes poblaciones de importancia de esta manera:
- SANTA FE	Por RN 34 hasta Rafaela y 166 hasta Santa Fe , pavimentada - 218 km o por Ruta 39 hasta San Cristóbal, 4 hasta Nelson - 11 hasta Santa Fe. Total 210 km pavimentados.
- BUENOS AIRES	708 km hasta Santa Fe y luego por ruta 11 o por 34 hasta Rosario y luego autopista.
- ROSARIO	377 km hasta Santa Fe y después por ruta 11 o autopista. Por ruta 34 directo pavimentada 342 km.
- CÓRDOBA	341 km hasta San Francisco y después por ruta 19 pavimentada
- SAN FRANCISCO	Por Ruta 39 hasta el límite provincial, 23 hasta Morteros y por Ruta 1 hasta San Francisco - pavimentado.
- RAFAELA	Por RN 34 pavimentada, 132 km por FCGBM 126 km
- SAN CRISTOBAL	Por ruta 39 pavimentado 50 km
- CERES	Por ruta 34 pavimentada 45 km
- TOSTADO	Por RN 34 pavimentada hasta Ceres, luego por ruta 17 y nacional 95. Total 195 km
- SAN JUSTO	Por ruta 39 hasta San Cristóbal pavimentada, por tierra hasta San Justo. Total: 134 km
- VERA	251 km pavimentados. Hasta San Cristóbal por ruta 39 luego la misma ruta de tierra hasta Crespo empalme con ruta 11 pavimentada hasta Vera.
- MORTEROS	Por ruta 39 hasta el límite con la provincia de Córdoba, luego por la misma ruta pavimentada. Total 64 km
- SELVA	Por ruta 34 hasta Ceres y luego hasta Selva. Total 62 km
- SANTIAGO DEL ESTERO	Por RN 34 pavimentada 393 km
- RESISTENCIA	536 km hasta Vera y después por ruta 11 hasta Resistencia
- PARANÁ	233 km. Hasta Santa Fe por rutas 34 y 166 luego por Túnel Subfluvial Hernandarias
- CURUPAITY	19 km pavimentados por ruta 34
- MONIGOTES	29 km pavimentados por ruta 34
- VILLA TRINIDAD	14 km pavimentados por ruta 39
- SAN GUILLERMO	25 km pavimentados por ruta 39
- SUARDI	45 km pavimentados por ruta 39
- LA RUBIA	15 km pavimentados por ruta 34
- HERSILIA 	28 km pavimentados por ruta 34

## Parroquias de la Iglesia católica en Arrufó
| Diócesis  | Rafaela |
| --------- | --- |
| Parroquia | Santísima Trinidad-Asunción de María Santísima (parroquia con dos sedes: Villa Trinidad y Arrufó respectivamente) |

### Ubicación geográfica y datos del tiempo
- Coordenadas geográficas e imágenes satelitales
- Coordenadas geográficas

- Datos: Q8205105
- Multimedia: Arrufó / Q8205105